# Alec Baldwin
Alexander Rae Baldwin III (Amityville, 3 de abril de 1958) é um ator, escritor, produtor, comediante e ativista político norte-americano. É membro da Família Baldwin, sendo o mais velho dos quatro irmãos Baldwin, todos atores.

## Carreira
Alec Baldwin foi indicado ao Oscar de Melhor Ator (coadjuvante/secundário) por seu trabalho no filme The Cooler (2003) e três vezes vencedor do Golden Globe Award para Melhor Ator (série cómica ou musical) em televisão por seu trabalho em 30 Rock (Prêmios Globo de Ouro 2007, 2009 e 2010). Além disso, ele é vencedor de oito Screen Actors Guild Awards, dos quais sete foram na categoria Melhor Performance de um Actor numa Série de Comédia em anos consecutivos, por causa do seu trabalho em 30 Rock. Além disso, ele é o actor com o maior número de nomeações ao prémio: 20.

### Incidente durante filmagem
Em 21 de outubro de 2021, no set de filmagem no Bonanza Creek Ranch em Santa Fé, Novo México, durante a gravação de uma cena do filme de faroeste Rust, Baldwin disparou uma arma cenográfica que, por alguma razão sob investigação, efetuou um tiro real que matou a diretora de fotografia, Halyna Hutchins, e feriu o diretor Joel Souza. Além de protagonista, Baldwin também é produtor do filme. Hutchins foi transportada para o Hospital da Universidade do Novo México de helicóptero, mas não resistiu. Souza foi transportado para o Christus St. Vincent Regional Medical Center de ambulância, internado e depois recebeu alta. Baldwin passou por um interrogatório e depois foi liberado, declarando ter sido um trágico acidente e que estava cooperando com a investigação. O Departamento de Polícia de Santa Fé ficou encarregado das investigações. Em 20 de abril de 2022, Baldwin foi inocentado das acusações de homicídio, no entanto a produtora do filme foi multada em cerca de US$ 137 mil, devido às falhas de segurança no set de filmagem. Em 2023 foi retirada a sua acusação por homicídio involuntário. Em 12 de julho de 2024, seu julgamento foi anulado após a juíza responsável decidir a favor da defesa de Baldwin e reconhecer que provas, favoráveis ao ator, foram retidas no processo.

## Filmografia
- 1987: Forever, Lulu
- 1988: She's Having a Baby
- 1988: Beetlejuice
- 1988: Married to the Mob
- 1988: Talk Radio
- 1988: Working Girl
- 1989: Great Balls of Fire
- 1990: Alice
- 1990: Miami Blues
- 1990: The Hunt for Red October
- 1991: The Marrying Man
- 1992: Glengarry Glen Ross
- 1992: Prelude to a Kiss
- 1993: Malice
- 1994: The Getaway
- 1994: The Shadow
- 1996: Ghosts of Mississippi
- 1996: Heaven's Prisoners
- 1996: The Juror
- 1997: The Edge
- 1998: Mercury Rising
- 1999: Outside Providence
- 1999: Notting Hill (não aparece nos créditos)
- 1999: The Confession
- 2000: Nuremberg - Infamy On Trial
- 2000: State and Main
- 2000: Thomas and the Magic Railroad
- 2001: Cats & Dogs (Voz)
- 2001: Final Fantasy: The Spirits Within (voz)
- 2001: Pearl Harbor
- 2001: The Royal Tenenbaums (Narrador)
- 2002: The Adventures of Pluto Nash (Não aparece nos créditos)
- 2003: The Cat in the Hat
- 2003: The Cooler
- 2004: Along Came Polly
- 2004: The Aviator
- 2004: The Last Shot
- 2004: The SpongeBob SquarePants Movie (voz)
- 2005: Elizabethtown
- 2005: Fun with Dick and Jane
- 2006: Brooklyn Rules
- 2006: Mini's First Time
- 2006: Running with Scissors
- 2006: The Departed
- 2006: The Good Shepherd
- 2007: Lymelife
- 2007: Suburban Girl
- 2007: The Forbidden City (Pré-produção)
- 2007: The Girls' Guide to Hunting & Fishing
- 2008: Lymelife
- 2008: Madagascar: Escape 2 Africa (Voz)
- 2008: My Best Friend's Girl
- 2009: It's Complicated
- 2009: My Sister's Keeper
- 2012: Rise of the Guardians (voz)
- 2012: Rock of Ages
- 2012: Para Roma, com Amor
- 2013: Blue Jasmine
- 2014: Still Alice
- 2015: Mission: Impossible - Rogue Nation
- 2015: Andron: The Black Labyrinth
- 2015: Concussion
- 2018: Mission: Impossible - Fallout
- 2018: The Public
- 2021: Rust

### Prêmios e indicações
- Emmy:
  - 1996: Melhor ator numa minissérie ou telefilme por A Streetcar Named Desire (indicado)
  - 2001: Melhor minissérie por Nuremberg (indicado)
  - 2002: Melhor ator (coadjuvante/secundário) em uma minissérie ou telefilme por Path to War (indicado)
  - 2005: Melhor ator convidado em uma série de comédia por Will & Grace (indicado)
  - 2006: Melhor ator convidado em uma série de comédia por Will & Grace (indicado)
  - 2007: Melhor ator principal em uma série comédia por 30 Rock (indicado)
  - 2008: Melhor ator principal em uma série comédia por 30 Rock (vencedor)
  - 2009: Melhor ator principal em uma série comédia por 30 Rock (vencedor)
  - 2010: Melhor ator principal em uma série comédia por 30 Rock (indicado)
- Globos de Ouro:
  - 1996: Melhor Ator (minissérie ou filme) em televisão por A Streetcar Named Desire (indicado)
  - 2001: Melhor Ator (minissérie ou filme) em televisão por Nuremberg (indicado)
  - 2003: Melhor Ator (coadjuvante/secundário) em televisão por Path to War (indicado)
  - 2004: Melhor Ator (coadjuvante/secundário) em cinema por The Cooler (indicado)
  - 2006: Melhor Ator (série cómica ou musical) em televisão por 30 Rock (vencedor)
  - 2008: Melhor Ator (série cómica ou musical) em televisão por 30 Rock (vencedor)
  - 2009: Melhor Ator (série cómica ou musical) em televisão por 30 Rock (vencedor)
- Oscar:
  - 2004: Melhor Ator (coadjuvante/secundário)/secundário) por The Cooler (indicado)
- Satellite Awards:
  - 2004: Melhor ator ((coadjuvante/secundário) por The Cooler
- Screen Actors Guild:
  - 1996: Melhor Ator em uma minissérie ou telefilme por A Streetcar Named Desire (indicado)
  - 2001: Melhor Ator em uma minissérie ou telefilme por Nuremberg (indicado)
  - 2004: Melhor Ator (coadjuvante/secundário)/secundário) em um filme por The Cooler (indicado)
  - 2007: Melhor Ator em uma série de televisão - comédia por 30 Rock (indicado)
  - 2008: Melhor Ator em uma série de televisão - comédia por 30 Rock (vencedor)
  - 2009: Melhor Ator em uma série de televisão - comédia por 30 Rock (vencedor)
  - 2010: Melhor Ator em uma série de televisão - comédia por 30 Rock (vencedor)
  - 2011: Melhor Ator em uma série de televisão - comédia por 30 Rock (vencedor)
  - 2012: Melhor Ator em uma série de televisão - comédia por 30 Rock (vencedor)

## Vida pessoal
Em 1990, Baldwin conheceu a atriz Kim Basinger quando eles interpretaram amantes no filme The Marrying Man. Eles se casaram em 19 de agosto de 1993 e tiveram uma filha, Ireland (nascida em 23 de outubro de 1995). Eles se separaram em 5 de dezembro de 2000. E se divorciaram em 3 de setembro de 2002.
Em agosto de 2011, Baldwin começou a namorar Hilaria Thomas , uma instrutora de ioga do Yoga Vida em Manhattan. Baldwin e Thomas se mudaram do Upper West Side para Greenwich Village em agosto.  O casal ficou noivo em abril de 2012  e se casou em 30 de junho de 2012, na Catedral de St. Patrick, na cidade de Nova York.  Eles têm sete filhos juntos.  A família Baldwin gravou um reality show, "The Baldwins", que irá ao ar no TLC em 2025. 
Em janeiro de 2013, foi anunciado que Hilaria está grávida. No dia 23 de agosto de 2013, Hilaria teve Carmen Gabriela, a segunda filha do ator. Em 2015, o casal anunciou a chegada de seu segundo filho, Rafael Thomas Baldwin (terceiro filho do ator). No ano seguinte, nasceu Leonardo Ángel Charles Baldwin, terceiro filho do casal. Em maio de 2018 foi anunciado o nascimento do quarto filho do casal, Romeo Alejandro David Baldwin e em setembro de 2020 nasceu o quinto filho.